# Anolis anfiloquioi
Espèce
Anolis anfiloquioi est une espèce de sauriens de la famille des Dactyloidae. 

## Répartition
Cette espèce est endémique de l'Est de Cuba.

## Publication originale
- Garrido, 1980 : Revision del complejo Anolis alutaceus (Lacertilia: Iguanidae) y descripcion de una nueva especie de Cuba. Poeyana, no 201, p. 1-41.